# كروي (المهرة)

تعديل مصدري - تعديل

كروي هي إحدى قرى عزلة قشن بمديرية قشن التابعة لمحافظة المهرة، بلغ تعداد سكانها 236 نسمة حسب تعداد اليمن لعام 2004.